# Liana Del Balzo
Liane Del Balzo, née à Buenos Aires le 4 mars 1899 et morte à Rome le 26 mars 1982, est une actrice italienne.
Elle est apparue dans 90 films, entre 1935 et 1979.

## Biographie
Liana Del Balzo est née à Buenos Aires, en Argentine.
Elle a fait ses débuts vers la quarantaine dans des rôles de genre humoristique. Elle a également été active au théâtre et dans l'opérette, dans laquelle elle a rencontré son mari, le ténor Guido Agnoletti.
Elle est morte à Rome.

## Filmographie partielle
- 1940 : Centomila dollari  de Mario Camerini
- 1941 : Le roi s'amuse de Mario Bonnard
- 1941 : La Tosca de Carl Koch et Jean Renoir
- 1946 : Eugénie Grandet (Eugenia Grandet) de Mario Soldati
- 1951 : Terre de violence de Marino Girolami
- 1951 : Le Cœur Ingrat de Guido Brignone
- 1952 : Heureuse Époque (Altri tempi - Zibaldone n. 1) d'Alessandro Blasetti
- 1952 : Le Roman de ma vie (Il romanzo della mia vita) de Lionello De Felice
- 1954 : Le Carrousel fantastique (Carosello napoletano) d'Ettore Giannini
- 1957 : Ces sacrés étudiants (Noi siamo le colonne) de Luigi Filippo D'Amico
- 1960 : Les Nuits de Raspoutine (L'ultimo zar) de Pierre Chenal
- 1961 : Le Rendez-vous de septembre de Robert Mulligan
- 1962 : Vénus impériale de Jean Delannoy
- 1962 : Escapade in Florence, téléfilm de Steve Previn
- 1964 : La Soucoupe volante (Il disco volante) de Tinto Brass
- 1966 : Opération San Gennaro ( Operazione San Gennaro) de Dino Risi
- 1971 : Homicide parfait au terme de la loi (Un omicidio perfetto a termine di legge) de Tonino Ricci
- 1972 : Le Professeur (La prima notte di quiete) de Valerio Zurlini
- 1975 : Les Frissons de l'angoisse (Profondo rosso) de Dario Argento
- 1978 : La Cage aux folles (V.I. : "Il vizietto"), d'Edouard Molinaro : la mère de Charrier (Galabru)